# Crocus City

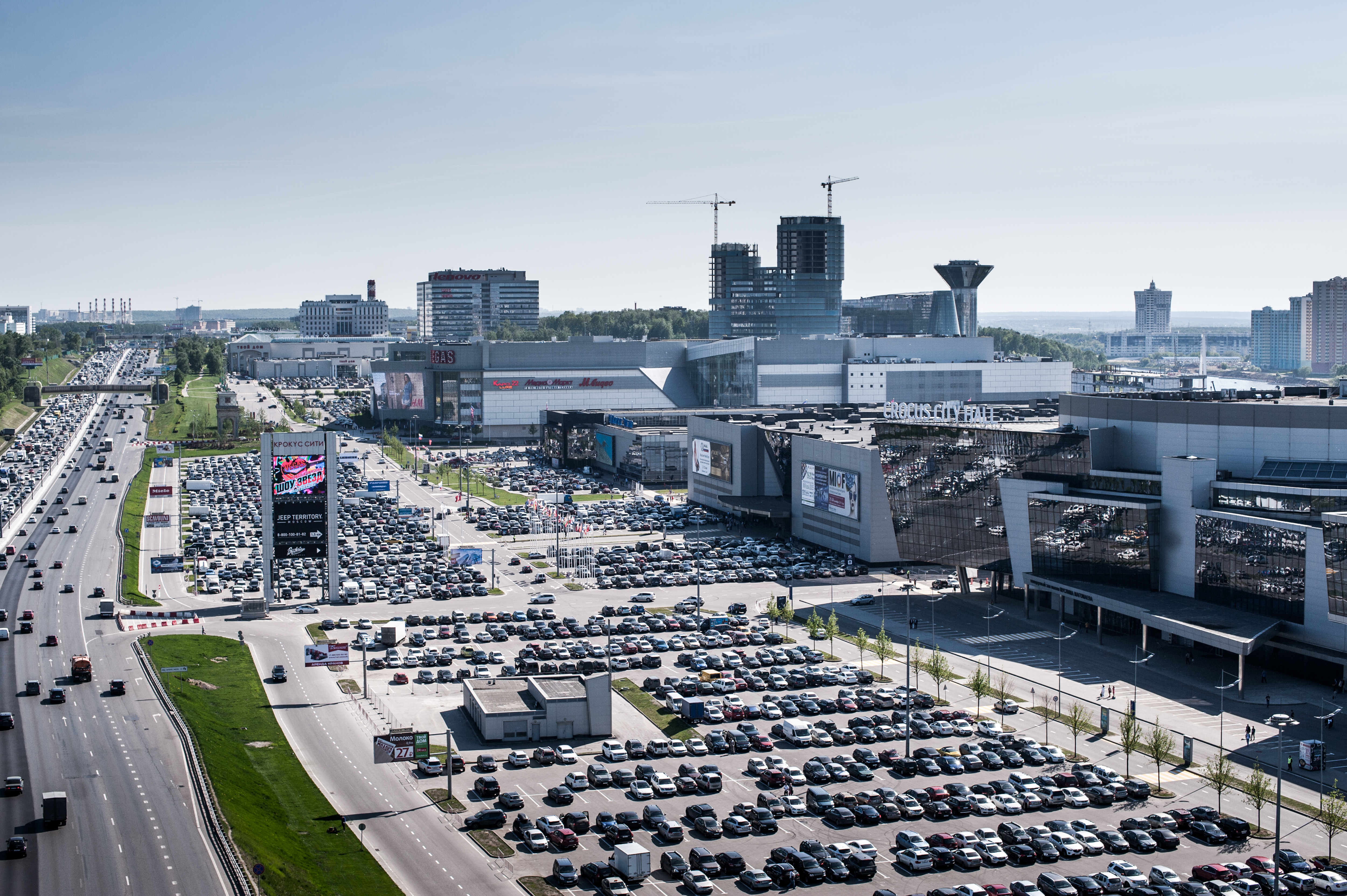
Crocus City Hall, Crocus Expo e Crocus City Mall (ao fundo)

Crocus City é um centro comercial localizado em Krasnogorski, um subúrbio a oeste de Moscou, na Rússia. O complexo inclui a sala de concertos Crocus City Hall, com capacidade para 6,2 mil pessoas, o shopping center Crocus City Mall, o centro de convenções Crocus Expo, além de vários hotéis, restaurantes e um oceanário. 
Desenvolvido pela Crocus International do bilionário azerbaijano e oligarca russo Aras Agalarov, o local está localizado próximo à sede administrativa do Oblast de Moscou, próximo ao anel viário MKAD de Moscou. Construído em pedra natural numa mistura entre os estilos arquitetônicos neoclássico e oriental, o edifício de dois andares foi inaugurado em 2002. Artistas notáveis que já se apresentaram na Crocus City Hall, como Eric Clapton, a-ha e Joe Cocker.

## Ataque terrorista de 2024
Em 22 de março de 2024, o shopping e suas instalações vizinhas foram submetidos a um ataque terrorista coordenado que causou mais de 130 mortes e pelo qual o Estado Islâmico de Coraçone assumiu a responsabilidade.